# Destruction by Definition
Destruction By Definition è un album dei The Suicide Machines pubblicato nel 1996.

## Tracce
1. New Girl – 2:04
2. SOS – 2:26
3. Break The Glass – 3:09
4. No Face – 1:53
5. Hey – 2:36
6. Our Time – 2:06
7. Too Much – 2:07
8. Islands – 2:05
9. The Real You – 2:01
10. Face Values – 1:22
11. Punk Out – 2:56
12. Vans Song – 2:38
13. Insecurities – 1:52
14. Inside/Outside – 1:48
15. Zero – 1:49
16. So Long – 4:26